# ديفيد كليمنتس
ديفيد كليمنتس (بالإنجليزية: David Clements)‏ هو متزلج فني بريطاني، ولد في 8 أغسطس 1939.

## وصلات خارجية
- ديفيد كليمنتس على موقع أوليمبيديا (الإنجليزية)
- ديفيد كليمنتس على موقع اللجنة الأولمبية البريطانية (الإنجليزية)